# Cisma

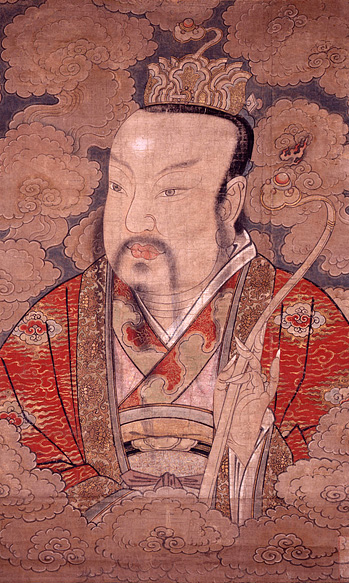
Devadatta, cosí i cunyat del buda històric Siddharta Gautama, va crear el primer cisma dins el budisme.

Un cisma (del grec σχισμα) és la divisió o discòrdia entre els individus d'una mateixa comunitat o, particularment, d'una mateixa religió. Per antonomàsia, es parla del Gran Cisma d'Orient per a referir-se a la ruptura cristiana de l'any 1054 i del Gran Cisma d'Occident per a referir-se a la del període comprès entre 1378 i 1417. També es pot usar per referir-se a una escissió dins d'una organització o moviment no religiós o, de manera més àmplia, d'una separació entre dues o més persones, siguin germans, amics o amants, per exemple.
Un cismàtic és una persona que crea o incita el cisma en una organització o que és membre d'un grup escindit. Cismàtic com a adjectiu significa que pertany a un cisma o cismes, o a aquelles idees, polítiques, etc. que es creu que condueixen o promouen el cisma.
En religió, l'acusació de provocar un cisma es distingeix de la d'heretgia, ja que la falta relacionada amb el cisma no es refereix a diferències de creences o doctrina sinó a la promoció de la divisió, especialment entre grups amb diferents jurisdiccions i autoritats pastorals. No obstant això, els cismes impliquen sovint acusacions mútues d'heretgia, i també la de la Gran Apostasia. En l'ensenyament catòlic romà, cada heretgia és un cisma, mentre que hi pot haver alguns cismes lliures de la culpa afegida de l'heretgia. El protestantisme liberal, però, sovint ha preferit l'heretgia al cisma. L'erudit presbiterià James I. McCord ho va formular d'aquesta manera: "Si heu de triar entre heretgia i cisma, trieu sempre l'heretgia. Com a cismàtic, has esquinçat i dividit el cos de Crist. Trieu l'heretgia cada vegada." ("Trieu heretgia" és un joc de paraules; "heretgia" és una llatinització d'una paraula grega antiga per "elecció".) 
La paraula cisma prové de la paraula grega σχίσμα que significa "fisura, divisió".

## Budisme
En el budisme, el primer cisma va ser instaurat per Devadatta, durant la vida de Buda. Aquest cisma va durar poc temps. En els textos antics s'esmenten 18 o 20 escoles primerenques. Més tard, hi va haver els moviments Mahayana i Vajrayana, que es poden considerar d'origen cismàtic. Cada escola té diversos subgrups, que sovint són d'origen cismàtic. Per exemple, en el budisme tailandès Theravadin hi ha dos grups (Mahanikaya i Dhammayut), dels quals el Dhammayut té el seu origen en part en el Mahanikaya, i és el grup nou i cismàtic. Tant Mahanikaya com Dhammayut tenen molts subgrups, que normalment no tenen orígens cismàtics, sinó que van sorgir de manera natural, gràcies a la popularitat d'un monjo o líder. El budisme tibetà ha vist cismes en el passat, dels quals la majoria s'han encarrilat cap a la línia principal.

## Cristianisme

Gràfic dels principals cismes cristians i els seus concilis associats

Les paraules cisma i cismàtic s'utilitzen per denotar escissions dins d'una església, denominació o cos religiós. En aquest context, "cismàtic", com a substantiu, denota una persona que crea o incita el cisma en una església o una persona que és membre d'una Església escindida; com a adjectiu, "cismàtic" es refereix a idees i activitats que es creu que condueixen o constitueixen un cisma i, en última instància, s'allunyen del que l'usuari de la paraula considera que és la veritable Església cristiana. Aquestes paraules s'han fet servir per designar tant el fenomen de l'escissió de grups cristians en general, com certes escissions històriques significatives en particular.
Es pot fer una distinció entre heretgia i cisma. L'heretgia és el rebuig d'una doctrina que una Església considerava essencial. El cisma és un rebuig a la comunió amb les autoritats d'una Església, i no tota ruptura de comunió és necessàriament una qüestió de doctrina, com es desprèn d'exemples com el Cisma d'Occident i el trencament de la comunió que va existir entre el patriarca Bartomeu I de Constantinoble i l'arquebisbe Christodoulos d'Atenes el 2004. Tanmateix, quan per qualsevol motiu es trenca la comunió, poden resultar dues entitats eclesiàstiques diferents, cadascuna de les quals, o almenys alguns dels seus membres, poden acusar l'altre(s) d'heretgia.
En el dret canònic de l'Església Catòlica Romana, un acte cismàtic, de la mateixa manera que un acte d'⁣apostasia o heretgia, comporta automàticament la pena d'⁣excomunió a l'individu que el comet. Tal com s'indica al cànon 1312 §1 1° del Codi de Dret Canònic de 1983, aquesta pena té la intenció de conduir a la restauració de la unitat. La teologia catòlica romana considera que els cismàtics formals estan fora de l'Església, entenent per "cismàtics formals" "les persones que, coneixent la veritable naturalesa de l'Església, han comès personalment i deliberadament el pecat del cisma". La situació, per exemple, d'aquells que han estat criats des de la infància dins d'un grup no en plena comunió amb Roma, però que tenen fe ortodoxa, és diferent: es considera que estan en una situació d'imperfecció, encara que no totalment, relacionada amb l'Església. Aquesta visió matisada s'aplica especialment a les Esglésies del cristianisme oriental, més particularment sobretot a l'⁣Església ortodoxa oriental. Tot i que no posseeixen la "plena comunió" (communio in sacris) amb l'Església catòlica, encara se'ls considera molt més vinculats que les comunitats eclesials protestants, que tenen creences teològiques molt diferents i rebutgen el concepte de successió apostòlica (amb l'excepció dels anglicans, que, tanmateix, l'Església catòlica considera que no tenen un sacerdoci vàlid).
El Primer Concili de Nicea (325 dC) va distingir entre cisma i heretgia. Va declarar que els ensenyaments arrians i no trinitaris eren herètics i va excloure els seus seguidors de l'Església. També tractava el cisma entre Pierre d'Alexandria i Meletius de Lycopolis, considerant que la seva disputa era una qüestió de disciplina, no de fe.
Les divisions que es van produir als concilis d'⁣Efes (431 dC) i Calcedònia (451 dC) van ser considerats com a qüestions d'heretgia, no només de cisma. Així, l'⁣Església Ortodoxa Oriental i l'Ortodòxia Oriental es consideren herètiques, no ortodoxes, a causa del rebuig de l'Església Ortodoxa Oriental i l'acceptació per part de l'Església Ortodoxa Oriental de la Confessió de Calcedònia sobre les dues naturaleses (humana i divina) de Crist. No obstant això, aquesta visió ha estat qüestionada en la recent discussió ecumènica entre aquests dos grups, classificant la qüestió de Calcedònia com una qüestió de cisma, no d'heretgia.
En la seva forma estesa i final (possiblement derivada del Primer Concili de Constantinoble l'any 381 encara que només es coneix a partir de les Actes del Concili de Calcedònia setanta anys més tard), el que comunament s'anomena el Credo de Nicea declara la creença en l'⁣Únic Sant Catòlic i l'Església Apostòlica. Alguns que accepten aquest credo creuen que haurien d'estar units en una sola Església o grup d'Esglésies en comunió entre si. Altres que accepten aquest credo creuen que no parla d'una organització visible sinó de tots els batejats que mantenen la fe cristiana, anomenada "cristiandat". Algunes esglésies es consideren l'Única Santa Església Catòlica i Apostòlica. Per exemple, l'⁣Església Catòlica Romana reclama aquest títol i considera que l'⁣Església Ortodoxa Oriental està en una situació de cisma, mentre que l'Església Ortodoxa Oriental també reclama aquest títol i considera que l'Església Catòlica és cismàtica. Algunes esglésies protestants creuen que també representen l'única Església catòlica i apostòlica i consideren que les esglésies catòlica i ortodoxa estan equivocades, mentre que altres no esperen una unió de totes les esglésies cristianes de la terra.
Els grups protestants, que no tenen les estructures d'autoritat tradicionals sòlides com el catolicisme romà o de l'ortodòxia oriental, i sovint formen divisions político-nacionals (de vegades resultants de cuius regio, eius religio), mostren un alt grau de fissibilitat, que els esforços ecumènics poden només intensificar.
Els cismes s'han produït especialment entre els anabaptistes, fins al punt que les divisions sobre fins i tot detalls minúsculs de la doctrina i la teologia són comunes i els estudiosos han batejat el fenomen Täuferkrankheit o "la malaltia anabaptista". Posant èmfasi en la pertinença plenament voluntària a l'església, i sense una autoritat establerta d'estructura jeràrquica, els anabaptistes, especialment els mennonites, han experimentat desenes de cismes, donant lloc a l'establiment de desenes de diverses esglésies mennonites no afiliades.
El 2018 l'ortodòxia oriental va patir un cisma, el cisma Moscou-Constantinoble del 2018 entre la Seu primacial de l'Ortodòxia Oriental, el Patriarcat Ecumènic de Constantinoble i l'⁣Església Ortodoxa Russa per la qüestió de Constantinoble que concedeix l'autocefàlia a l'⁣Església Ortodoxa d'Ucraïna.

## Hinduisme
El Kanchi Math va ser establert originalment com el Kumbakonam Mutt el 1821 pel rei maratha de Tanjore, Serfoji II Bhonsle, com una branca del Sringeri Mutt, un dels quatre cardinals Shankaracharya Maths de la denominació Smarta. Es va convertir en una institució cismàtica quan Tanjore i els Wodeyars de Mysore van entrar en guerra entre ells. L'any 1839 el Kumbakonam Mutt va sol·licitar permís al col·leccionista anglès d'Arcot per realitzar el "kumbhabhishekham" del temple Kamakshi a Kanchipuram.
El 1842, la Companyia de les Índies Orientals amb seu a Fort William, Calcuta, va nomenar el cap del mut com a únic síndic del temple Kamakshi. Les protestes dels sacerdots tradicionals del temple de Kamakshi estan ben documentades i conservades. Fort William és també la primera lògia maçònica de l'Índia. Des d'aleshores, el Math ha mantingut relacions cordials amb el Raj britànic encara que els math principals de Sringeri es van agreujar amb el poder colonial.
Així, el Kanchi Mutt pot, en el millor dels casos, afirmar que el seu origen és l'any 1842.

## Islam
Després de la mort del profeta islàmic Mahoma, han sorgit de nombroses sectes musulmanes mitjançant escoles de pensament, tradicions i religions relacionades. Segons un hadit (col·leccions de relats de la vida i els ensenyaments de Mahoma), es diu que Mahoma va profetitzar «La meva umma (comunitat o nació) estarà fragmentada en setanta-tres sectes, i totes estaran a l'infern excepte un». Els sahaba (els seus companys) li van preguntar quin grup seria, després de la qual cosa va respondre: «És aquell al qual pertanyem jo i els meus companys» (hadit núm. 171).
El sunnisme és el corrent majoritari a l'islam. La paraula sunnita prové de la paraula Sunna, que significa els ensenyaments i accions o exemples del profeta islàmic Mahoma; per tant, el terme sunnita fa referència a aquells que segueixen o mantenen la Sunna de Mahoma. Els sunnites creuen que Mahoma va morir sense nomenar un successor per dirigir l'umma (comunitat musulmana). Després d'un període inicial de confusió, un grup dels seus companys més destacats es va reunir i va escollir Abu-Bakr, l'amic íntim i sogre de Mahoma, com a primer califa. Els sunnites consideren els quatre primers califes són els principals. Els sunnites creuen que la posició de califa pot ser escollida democràticament, però després dels quatre primers califes ben guiats, la posició es va convertir en una regla dinàstica hereditària. No hi ha hagut un altre califa àmpliament reconegut des de la caiguda de l'⁣Imperi Otomà el 1923.
El xiisme és el segons corrent, en nombre de seguidors, de l'islam. Els musulmans xiïtes creuen que, de manera similar al nomenament dels profetes, els imams després de Mahoma també són escollits per Déu. Segons els xiïtes, Alí va ser escollit per Déu i, per tant, designat per Mahoma per ser el successor directe i líder de la comunitat musulmana. El consideren el primer imam xiïta, que va continuar com una posició hereditària a través dels descendents de Fàtima i Alí.
El sufisme és una forma mística i ascètica de l'islam practicada tant pels musulmans xiïtes com els sunnites. Alguns seguidors sufís es consideren sunnites o xiïtes, mentre que altres es consideren només influïts pels sufí. Se sol considerar que el sufisme és complementari a l'islam ortodox, tot i que el sufisme sovint ha estat acusat pels salafites de ser una bida (‘innovació’) injustificada o una innovació religiosa. En centrar-se en els aspectes més espirituals de la religió, els sufís s'esforcen per obtenir una experiència directa de Déu fent ús de «facultats intuïtives i emocionals» que cal entrenar-se per utilitzar. Un comença amb la xaria (llei islàmica), la pràctica exotèrica o mundana de l'Islam, i després s'inicia en el camí místic (esotèric) d'una tariqa (orde sufí).
El kharigisme és un terme general que abraça una varietat de sectes islàmiques que, tot i que originalment donaven suport al califat d'⁣Alí, finalment van rebutjar la seva legitimitat després que va negociar amb Muàwiya durant la guerra civil islàmica del segle vii. La seva queixa era que l'imam havia de ser espiritualment pur, mentre que el compromís d'Alí amb Muàwiya era un compromís de la seva puresa espiritual i, per tant, de la seva legitimitat com a imam o califa. Tot i que queden pocs grups kharigites o relacionats amb els kharigites, de vegades s'utilitza el terme per designar musulmans que es neguen a comprometre's amb aquells amb qui no estan d'acord.
Dates:
- El cisma dels xiïtes i sunnites, c. 632/680
- El cisma dels kharigites, finals del segle vii
- El cisma dels mutazilites, segle viii
- El cisma de la Mihna, c. 833
- El cisma de Zikri, c. 1500
- El cisma d'Ahmadia, segle xix
- El temple de la ciència morisca d'Amèrica, c. 1913
- La Nació de l'Islam, c. 1930
- L'Alcoranisme, c. mitjans del segle xx

## Jainisme
El primer cisma del jainisme es va produir al voltant del segle iv aC, donant lloc a l'ascens de dues sectes principals, Digambara i Svetambara, que més tard es van subdividir en subsectes addicionals.

## Judaisme
Les principals denominacions jueves són el judaisme ortodox i el no ortodox: reformista, conservador i reconstruccionista. A la primera història jueva, les religions jueva i samaritana van ser el producte del cisma durant l'⁣exili babilònic (VI aC). Els cismes en el judaisme inclouen l'aparició del cristianisme.
Dates:
- Samaritanisme, 586 aC
- Cristianisme, c. segle I dC
- Judaisme reformista, 1810
- Judaisme conservador, 1886